# هارولد برازيل
هارولد برازيل (بالإنجليزية: Harold Brazil)‏ هو سياسي أمريكي، ولد في 13 ديسمبر 1947. نشط حزبياً في الحزب الديمقراطي. وقد انتخب عضو مجلس مقاطعة كولومبيا.